# Collingham
Collingham ist ein Dorf und civil parish südwestlich von Wetherby in West Yorkshire, England. Das Dorf liegt innerhalb der Grenzen der Stadt Leeds. Bei der Volkszählung 2011, verzeichnete die Gemeinde 2.991 Einwohner.
Der River Wharfe fließt durch das Dorf in Richtung Wetherby. Die A58 und A659 Hauptverkehrsstraßen führen durch das Dorf. Der River Wharfe ist in Collingham gefährlich aufgrund der Unterströmungen, besonders in der Nähe von Linton Bridge und dem ehemaligen Viadukt. Der Collingham Beck trat 2007 über die Ufer und verursachte umfangreiche Überschwemmungen.
Es wurde angenommen, dass das Dorfpub, genannt Cromwells, war, in der Nacht nach der Battle of Marston Moor, Gastgeber von Oliver Cromwell. Der Pfarrer, Reverend William Mompesson wurde 1693 in der Pfarrkirche Sankt Oswald getauft.